# Шарафеддинов, Шыныбай Шарафеддинович
Шыныбай Шарафеддинович Шарафеддинов (12 января, 1939, село Уштаган, Жангалинский район, Уральской области, Казахская ССР) — государственный деятель, депутат Верховного Совета КазССР.

## Трудовая биография
Трудовую деятельность начал в 1958 году механиком совхоза «Балхудык» Тенгизского района Гурьевской области.
В 1960 году поступил в Алма-Атинский зооветеринарный институт и окончил его в 1965 году на красный диплом. После окончания вуза с 1965 по 1972 годы работал главным зоотехником в Казталовском, Караабадском, Миронском совхозах Казаталовского района Уральской области, затем занимал должность главного зоотехника управления сельского хозяйства.
С 1972 по 1979 годы работал заместителем председателя исполкома Советского районного Совета народных депутатов Казталовского района и Джаныбекской районной администрации Уральской области и был назначен на должность управляющего директора по сельскому хозяйству.
С 1980 по 1984 годы — заместитель начальника управления сельского хозяйства и пищевой промышленности Уральского обкома партии;
С 1984 по 1985 годы — председатель исполкома Ординского районного совета;
С 1985 по 1988 годы — первый секретарь Жаныбекского райкома партии;
В 1985 году избран депутатом XI созыва Верховного Совета Казахской ССР;
С 1988 по 1988 годы — первый председатель Уральского областного комитета по охране природы;
С 1989 по 1990 годы — начальник аграрного отдела обкома партии;
В 1990-е годы занимал должность председателя контрольного комитета обкома партии. За эти годы было проделано много работы в направлении развития сельского хозяйства, улучшения социальных и жилищных условий населения.

## Семья
Жена — Фаина Шарафеддинова.
Дети:
- сыновья — Даурен, Расул
- дочери — Анаргуль, Назгуль.

## Память
В 1989 году он стал почетным гражданином Жангалинского района;
В 1999 году была выпущена книга о биографии и трудовой деятельности Шыныбая Шарафеддинова «Өмір өткелдері», авторы — депутат Верховного Совета Республики Казахстан XIII созыва, первый заместитель главы Западно-Казахстанской областной администрации Абат Есенгалиев и историк, ученый Зулкожа Шарафутдин;
Главные улицы в Казталовском 1991 и Жанибекском 1992 районах были названы именем Шыныбая Шарафеддинова;
В 2011 году жилом доме города Уральск по улице С.Сейфуллина была установлена мемориальная доска в честь Шыныбая Шарафеддинова.

## Награды
- «Халықтар достығы» (1981)
- «Құрмет Белгісі» (1975)
- множество медалей и дипломов